# Irupata
Irupata ist eine Ortschaft im Departamento Potosí im südamerikanischen Andenstaat Bolivien.

## Lage im Nahraum
Irupata liegt in der Provinz Rafael Bustillo ist zentraler Ort im Kanton Irupata im Municipio Chayanta. Irupata liegt auf einer Höhe von 3841 m in einem der Hochtäler der Cordillera Azanaques, der Bergrücken direkt östlich der Ortschaft steigt bis auf über 4000 m an. Der Ort liegt am Río Phusari, einem rechten Nebenfluss des Río Chayanta, der weiter flussabwärts als Río San Pedro in den Río Grande mündet.

## Geographie
Irupata liegt östlich des bolivianischen Altiplano im nördlichen Abschnitt der Cordillera Central. Die  Vegetation ist die der Puna, das  Klima ein typisches Tageszeitenklima, bei dem die täglichen Temperaturschwankungen größer sind als die jahreszeitlichen Schwankungen.
Die  mittlere Jahresdurchschnittstemperatur der Region liegt bei 9 °C, die  Monatsdurchschnittswerte schwanken zwischen knapp 5 °C im Juni/Juli und  11 °C von November bis März (siehe Klimadiagramm Uncía). Der Jahresniederschlag beträgt 370 mm und fällt vor allem in den  Sommermonaten, die aride Zeit mit Monatswerten von maximal 10 mm dauert von April bis Oktober.

## Verkehrsnetz
Irupata liegt in einer Entfernung von 141 Straßenkilometern südöstlich von Oruro, der Hauptstadt des benachbarten Departamento Oruro.
Von Oruro führt die asphaltierte Nationalstraße Ruta 1 in südlicher Richtung 22 Kilometer über Vinto nach Machacamarquita, acht Kilometer nördlich von Machacamarca gelegen. In Machacamarquita zweigt die Ruta 6 in südöstlicher Richtung ab und erreicht über Huanuni und über Passhöhen von mehr als 4.500 m nach 79 Kilometern die Stadt Llallagua. Von dort führt die Ruta 6 weitere sieben Kilometer in die Provinzhauptstadt Uncía. Hier zweigt eine unbefestigte Landstraße nach Osten ab, erreicht nach siebzehn Kilometern Chayanta und führt weiter in nordöstlicher Richtung über Irupata  nach Colloma.

## Bevölkerung
Die Einwohnerzahl der Ortschaft ist in den vergangenen beiden Jahrzehnten um etwa ein Fünftel angestiegen:
| Jahr | Einwohner | Quelle       |
| ---- | --------- | ------------ |
| 1992 | 334       | Volkszählung |
| 2001 | 298       | Volkszählung |
| 2012 | 409       | Volkszählung |
| 2024 |           | Volkszählung |

Die Region weist einen hohen Anteil an Quechua-Bevölkerung auf, im Municipio Chayanta sprechen 95,5 Prozent der Bevölkerung die Quechua-Sprache.